# Jesús Suárez Guerrero
Jesús Suárez (Valencia, España; 3 de agosto de 1988) es un futbolista Español. Juega de Defensa y su equipo actual es el Club Deportivo Cuenca Mestallistes 1925 de España.

## Clubes
| Club                             | País     | Año       |
| -------------------------------- | -------- | --------- |
| Torre Levante                    | España   | 2011-2013 |
| Paterna                          | España   | 2013      |
| América de Cali                  | Colombia | 2014      |
| Patriotas FC                     | Colombia | 2015      |
| KSV Baunatal                     | Alemania | 2015-     |
| Club Deportivo Cuenca (Valencia) | España   | 2024      |